# Mary Edwards (calculatrice humaine)
Pour les articles homonymes, voir Mary Edwards et Edwards.
Mary Edwards (né vers 1750 et décédée en septembre 1815) était une calculatrice pour le British Nautical Almanac et l'une des rares femmes payées directement par le Board of Longitude et à gagner sa vie grâce à son travail scientifique à l'époque.
Elle était l'un des 35 calculateurs humains qui calculaient la position du Soleil, de la Lune et des planètes à différents moments de la journée pour les almanachs nautiques annuels utilisés pour la navigation en mer.

## Travail
Edwards a été initié au projet d'almanach et à Nevil Maskelyne, le cinquième astronome royal anglais, par l'intermédiaire de son mari ecclésiastique, le révérend John Edwards (de 1748 à 1784) qui avait accepté un travail à la pièce comme ordinateur pour compléter la famille revenue et reçu un paiement pour le travail sur 6 mois de chaque almanach de 1773 jusqu'à sa mort en 1784. Il a été révélé que Mary avait fait la plupart des calculs lorsqu'elle a écrit à Maskelyne pour lui demander si elle pouvait continuer à travailler pour subvenir à ses besoins et à ceux de ses proches filles après la mort de son mari,,. À la mort de son mari, Mary Edwards a officiellement repris son travail informatique à temps plein et comme sa seule source de revenus. Maskelyne savait peut-être depuis le début qu'elle avait fait les calculs parce qu'il avait rendu visite à la famille à plusieurs reprises. Cependant, à la mort de Maskelyne en 1811, elle constata que le nouvel astronome royal John Pond ne lui donnait pas assez de travail. Le Conseil de longitude a finalement décidé que Pond devait continuer à lui confier du travail. Au fil du temps, sa réputation de fiabilité et d'exactitude lui a permis d'accepter davantage de travail. Elle continua jusqu'à sa mort en 1815.

## Famille
Sa fille, Eliza Edwards (en) (née en 1779 et décédée en 1846), a également travaillé comme calculatrice, aidant d'abord dès son plus jeune âge, puis de manière indépendante après la mort de sa mère en 1815. Elle a continué à travailler pour The Nautical Almanac jusqu'en 1832, date à laquelle le travail de calcul a été interrompu et centralisé à Londres et dans le HM Nautical Almanac Office, il n'y avait pas de place pour les employées féminines car les règles de la fonction publique rendaient l'emploi des femmes très difficile.

## Reconnaissance
La planète mineure (12627) Maryedwards a été nommée en son honneur.
En 2016, la Ludlow Civic Society a décidé d'apposer une plaque bleue sur son ancienne maison située au 4 Brand Lane, à Ludlow, dans le Shropshire, en reconnaissance de ses services en tant que première « calculatrice » féminine.